# Mohammad Masaad
Mohammad Massad Al-Muwallid , né le 17 février 1983, est un footballeur saoudien. Il joue au poste de défenseur avec l'équipe d'Arabie saoudite et le club de Al Ahly Djeddah. Il mesure 1,76 m pour 62 kg.
Son frère, Khaled Massad Al-Muwallid, a disputé la coupe du monde de football 1994.

## Carrière

### En club
- 2001- : Al Ahly Djeddah -  Arabie saoudite

### En équipe nationale
Masaad participe à la coupe du monde 2006 avec l'équipe d'Arabie saoudite.

## Palmarès
- 6 sélections entre 2006 et 2009.